# Séisme de 1841 au Kamtchatka
Le séisme de 1841 au Kamtchatka est un tremblement de terre survenu dans l'océan Pacifique, au large de la péninsule du Kamtchatka (Russie), le 17 mai 1841 à 8 h 0, heure locale. Avec une magnitude de moment estimée à 9,0 Mw, il est l'un des plus importants à avoir frappé la région dans les temps historiques. Il déclenche un  tsunami, dont la hauteur de déferlement atteint jusqu'à 15 mètres et cause de nombreux dommages.

## Contexte tectonique
La côte orientale de la péninsule du Kamtchatka, parallèle à la fosse des Kouriles, est une zone de convergence des plaques tectoniques Pacifique et d'Okhotsk. Plus ancienne et donc plus dense, la plaque Pacifique entre en subduction sous la plaque d'Okhotsk sur laquelle se trouve la péninsule du Kamtchatka. Cette zone de subduction, qui fait partie de la ceinture de feu du Pacifique, engendre de nombreux séismes qui peuvent également provoquer des tsunamis. Cette région est régulièrement marquée par des mégaséismes. Au moins deux séismes majeurs de magnitude estimée à 9,0 sont connus dans la période historique et pré-instrumentale : 1737 et 1841. Le séisme le plus important à avoir frappé la péninsule est probablement celui de 1737, de magnitude 9,3, qui génère un tsunami de 60 m de haut. 

## Séisme
Le séisme est associé à un chevauchement lié à la zone de subduction longeant la côte orientale de la péninsule du Kamtchatka. Aucun enregistrement sismique n'existant à l'époque, plusieurs valeurs de magnitude sont estimées en utilisant  différentes méthodes. Selon les Centres nationaux d'information environnementale (NCEI), en se basant sur l'étendue de la zone où le séisme est ressenti, sa magnitude est de 8,4 Mfa. Dans une base de données établie par les sismologues en 2004, la magnitude de tsunami Mt et la magnitude de moment Mw sont toutes les deux estimées à 9,0,. L'absence d'observation directe du tsunami empêche de connaître également le localisation précise de la zone de rupture. L'événement de 1841 est considéré comme l'un des nombreux séismes de magnitude 8,5 ou plus « manquants » dans les archives sismologiques, en raison d'une sous-estimation de leur magnitude. Selon Susan Hough de l'US Geological Survey, la magnitude du séisme est sous-estimée car il n'aurait pas généré un tsunami très important comparé à d'autres séismes (la profondeur du séisme et la configuration des fonds marins sont des facteurs autant que sa magnitude, qui détermine la hauteur du tsunami). Hough estime que la magnitude réelle pourrait atteindre 9,2 Mw.

## Conséquences

### Secousses
Le séisme frappe la côte orientale et est ressenti à Petropavlovsk-Kamtchatski  avec une intensité maximale de VIII à IX sur l'échelle de Mercalli. Jusqu'à 15 minutes de violentes secousses sont ressenties dans la ville. Au moins 50 cheminées de poêles s'effondrent sur les toits. Certaines maisons subissent de graves dommages. Des  falaises côtières s'effondrent. Les cloches de la cathédrale se seraient mises à sonner pendant les secousses. 

### Tsunami
Le séisme provoque un tsunami d'une hauteur maximale de 15 m sur la côte orientale. Les vagues emportent des yourtes dans les campements autochtones.
À Hilo, à Hawaï, le tsunami est mesuré à 4,6 m de hauteur. Il s'agit du premier tsunami historiquement enregistré à l'observatoire d'Hawaï et provenant de la péninsule du Kamtchatka.